# Ivan Fjodorov (zeevaarder)
Ivan Fjodorov (Russisch: Иван Фёдоров) (onbekend - Nizjnekamtsjatsk, 12 maart 1733) was een Russisch zeevaarder en de bevelhebber over de expeditie naar Noord-Alaska in 1732.
Fjodorov stamde uit een bojarengezin. In 1707 werd hij overzee gestuurd om ervaring op te doen. Van 1710 tot 29 april 1713 studeerde hij aan de zeevaartschool, die hij met succes afrondde. Van 1728 tot 1730 nam hij deel aan de Eerste Kamtsjatka-expeditie, door zijn deelname aan een expeditie op het schip Oostelijke Gabriël (Vostotsjny Gavriil) naar het noordelijke deel van de Zee van Ochotsk onder leiding van A.F. Sjestakov.
In de herfst van 1730 nam hij met hetzelfde schip deel aan een expeditie, die onder leiding van Jacob Hens vertrok vanuit Ochotsk en de zeeën rond Kamtsjatka moest verkennen. De Oostelijke Gabriël leed echter schipbreuk op 3 zeemijlen ten noorden van de monding van de rivier de Oetka (zijrivier van de Isjapa). Gens en Fjodorov werden gered en met de boot Heilige Gabriël naar de ostrog Bolsjeretsk gebracht, waar ze overwinterden.
In 1731 voer Fjodorov samen met Hens voorbij Nizjnekamtsjatsk en vertrok naar de Anadyrski Liman (estuarium van de Andayr), maar door slecht weer en doordat Hens scheurbuik kreeg, moest het schip terugkeren en overwinteren in Nizjnekamtsjatsk. In 1732 was Hens zo ernstig ziek geworden, dat hij moest achterblijven. Fjodorov kreeg van hem nu het bevel over de Heilige Gabriël en doorvoer samen met Michail Gvozdev en Kondrati Mosjkov de Beringstraat, waarbij ze eerst kaap Neus van Tsjoekotka en vervolgens Kaap Dezjnjov aandeden. Na vers water te hebben ingeslagen op het Tsjoektsjenschiereiland, voeren ze vandaaruit op 5 augustus van dat jaar verder naar het oosten, waar hij na een paar dagen zoeken de Diomedeseilanden ontdekte en beschreef. Vanuit Kroezensjtern (Kleine Diomedes) zag hij 'een groot eiland' in het oosten, hetgeen echter het uiteinde van het Seward-schiereiland was, dat onderdeel vormt van het vasteland van Alaska.
Vanuit de Diomedeseilanden voer het schip naar het noordwesten en bereikte het vasteland van Alaska nabij Kaap Prince of Wales. Het schip kon hier echter niet landen door sterke wind. Hierop voer hij verder naar het zuidoosten en bereikte nog een eiland (waarschijnlijk Kingeiland op 65° NB), waar hij aan land ging. Tijdens de reis werden de kusten van de Beringstraat en de eringelegen eilanden (Diomedeseilanden en het derde eiland) voor het eerst beschreven. Hiermee waren ze de eerste Europeanen die de noordwestkust van Amerika aandeden.
Bij terugkeer in Nizjnekamtsjatsk eind 1732 begon Fjodorov aan het uitwerken van de verkregen gegevens. Hij stuurde een gedetailleerd rapport over zijn bevindingen naar Anadyrsk, die werden gepubliceerd in het zeevaarderstijdschrift Logboek (lagboech). Tijdens het verder uitwerken van zijn bevindingen stierf hij in 1733.
In opdracht van Martin Spanberg werd in 1743 een kaart gemaakt met een deel van de kust die door de Heilige Gabriël werd verkend onder leiding van Fjodorov en Gvozdev.